# Icosidodécadodécaèdre adouci
En géométrie, l'icosidodécadodécaèdre adouci est un polyèdre uniforme non convexe, indexé sous le nom U46.

## Coordonnées cartésiennes
Les coordonnées cartésiennes des sommets d'un icosidodécadodécaèdre adouci centré à l'origine sont les permutations paires de
(±2α, ±2γ, ±2β),
(±(α+β/τ+γτ), ±(-ατ+β+γ/τ), ±(α/τ+βτ-γ)),
(±(-α/τ+βτ+γ), ±(-α+β/τ-γτ), ±(ατ+β-γ/τ)),
(±(-α/τ+βτ-γ), ±(α-β/τ-γτ), ±(ατ+β+γ/τ)) et
(±(α+β/τ-γτ), ±(ατ-β+γ/τ), ±(α/τ+βτ+γ)),
avec un nombre pair de signes plus, où
α = ρ+1,
β = τ2ρ2+τ2ρ+τ,
γ = ρ2+τρ,
où τ = (1+√5)/2 est le nombre d'or (quelquefois écrit φ) et
ρ est la solution réelle de ρ³=ρ+1, ou approximativement 1,3247180.
ρ est appelée la constante plastique.
En prenant les permutations impaires des coordonnées ci-dessus avec un nombre impair de signes plus, cela donne une autre forme, l'énantiomorphe de ce polyèdre.